# انزواطلبی
انزواطلبی دسته‌ای از سیاست‌های خارجی است که توسط رهبرانی نهادینه شده که اظهار می‌دارند که بهترین منافع کشورشان وقتی تأمین می‌شود که نسبت به امور کشورهای دیگر فاصله بگیرند. یک انگیزهٔ احتمالی محدودسازی درگیری در امور بین‌المللی اجتناب از کشانده شدن به مجادلات خطرناک یا نامطلوب است. همچنین ممکن است پنداشته شود از اجتناب از توافقات تجارت بین‌المللی و دیگر پیمان‌های همکاری مشترک سودی به دست می‌آید.